# Liste des îles des Bahamas
Liste de quelques-unes des 700 îles et cays des Bahamas, dont seulement 30 ou 40 sont habitées, classées par groupe insulaire. Certains îlots sont privés, appartenant le plus souvent à des vedettes hollywoodiennes.

## Îles desBahamas
Elles se situent en totalité dans l'océan Atlantique :

### Îles Abacos
- Great Abaco
- Little Abaco
- Wood Cay
- Green Turtle Cay
- Great Guana Cay
- Gorda Cay
- Elbow Cay
- Man-o-War Cay
- Stranger's Cay
- Umbrella Cay
- Walker's Cay
- Moore's Island

### AcklinsetCrooked Island
- Acklins [1]
- Plana Cays
- Castle Island
- Crooked Island [1]
- Long Cay [1]
- Samana Cay
- Goat Cay
- Lucian Cay
- North Cay
- Fish Cay

### Andros
- North Andros
- Central Andros
- South Andros
- Mangrove Cay
- Cay Lobos

### Îles  Bimini
- North Bimini
- South Bimini

### Îles Berry
- Great Harbour Cay
- Little Harbour Cay
- Chub Cay
- Great Stirrup Cay
- Little Stirrup Cay
- Bird Cay
- Whale Cay
- Little Whale Cay
- Great Isaac Cay
- Gun Cay
- Cat Cays
- Ocean Cay

### Cay Sal Bank
- Cay Sal
- Elbow Cays

### Eleuthera
- Eleuthera
- Current Island
- Harbour Island
- Windermere Island
- Egg Island
- Man Island
- Cat Island

### Exumas
Les îles Exumas comptent au total 365 îles et ilots, dont un certain nombre sont privés
- Cat Island
- Great Exuma
- Little Exuma
- Farmer's Cay
- Staniel Cay
- Norman's Cay
- Ragged Island

Îles ou ilots privés
- Caye Cave[3]

### Grand Bahama
- Grand Bahama
- Sweeting Cay

### Inagua
- Great Inagua
- Little Inagua

### Long Island
- Long Island
- Deadman's Cay

### Mayaguana
- Mayaguana
- Hogsty Reef

### New Providence
- New Providence Island
- Paradise Island
- Lyford Cay

### San Salvador
- San Salvador
- Rum Cay